# Ratna Park
Ratna park est un jardin public aménagé au centre de la ville de Katmandou, au Népal. Particulièrement aménagé pour le plaisir des enfants, le jardin est la partie centrale d’un vaste espace vert, avec « Tundikhel » au sud, qui est terrain d’exercices militaires, et « Rani Pokhari » au nord, un enclos avec lac artificiel créé autour d’un temple. L'entrée du jardin est payante. 
Le jardin Ratna park a donné son nom à la station de bus urbains parqués le long de Kantipath, la rue qui borde le parc sur son flanc occidental.   
Le parc est nommé d’après la reine Ratna, seconde épouse du roi Mahendra du Népal, connue pour ses activités en faveur de l'enfance.